# Ватаманово (Великоустюгский район)
Ватаманово — деревня в Великоустюгском районе Вологодской области.
Входит в состав Теплогорского сельского поселения, с точки зрения административно-территориального деления — в Теплогорский сельсовет.
Расстояние по автодороге до районного центра Великого Устюга — 75 км, до центра муниципального образования Теплогорья — 5 км. Ближайшие населённые пункты — Конаново, Дерново, Шилыково.
По данным переписи в 2002 году постоянного населения не было.